# Reginald Mobley
Reginald Mobley (21 oktober 1977)  is een zwarte Amerikaanse contratenor. Hij is vooral bekend door het zingen van de werken van Henry Purcell en Johann Sebastian Bach. In 2023 zong hij bij de kroning van Charles III en Camilla en bij de BBC Proms.

## Biografie
Reginald Mobley werd geboren in 1977. In zijn jeugd groeide hij op met jazz- en gospelmuziek en speelde hij trompet. Maar hij werd gegrepen door de fuga's van Bach, en studeerde klassieke muziek. In zijn jeugd moest hij zijn liefde voor Bach geheim houden. "Klassieke muziek was een symbool van de witte cultuur die onderdrukte. Mijn oma haatte het. Dus ik moest mijn Bach-cd's naar binnen smokkelen," zei hij hier zelf over. Toen Reginald Mobley twintig was ontdekte zijn zangdocent dat Mobley een contratenor was. Sindsdien zingt hij alleen nog als contratenor.

## Repertoire
Reginald Mobley is een specialist in Barokmuziek. Hij trad op met het barokensemble Apollo's Fire, het Philharmonia Baroque Orchestra, het Washington Bach Consort, Seraphic Fire en Agave Baroque. Mobley werd een aantal keren genomineerd voor een Grammy Award, onder meer voor American Originals, een verzameling spirituals met Agave Baroque. Zijn eerste soloalbum Because, uit 2023, is ook een selectie spirituals, uitgevoerd in samenwerking met de Franse jazz-pianist Baptiste Trotignon. De titel van het album ontleenden ze aan het lied Because van de Afro-Amerikaanse componist Florence Price. Voor zijn album Because ontving Reginald Mobley in 2024 een Edison klassiek. In Europa trad Reginald Mobley op met het Monteverdi Choir, Holland Baroque en de Nederlandse Bachvereniging en trad op op het Festival Oude Muziek Utrecht.

## Rol in diversiteit in muziek en programmering
Mobley is een voorstander van diversiteit in muziek en programmering, met repertoire van mensen divers van kleur, geslacht en seksualiteit. Hij zette zich als adviseur en gastprogrammeur in voor divers repertoire bij meerdere ensembles. Hij voerde werk uit van vergeten zwarte componisten, met name Ignatius Sancho, een op een slavenschip geboren zwarte componist, en leidde een onderzoeksproject in het Verenigd Koninkrijk om muziek van componisten met verschillende achtergronden te ontdekken. Het juryrapport van de Edison Klassiek stelde dat Reginald Mobley in diens album Because zijn erfgoed een rechtmatige plek wilde geven in de klassieke canon van de Verenigde Staten. In 2019 werkte hij samen met componist Jonathan Woody aan het koorstuk Nigra Sum Sed Formosa: A Fantasia on Microaggressions. Ze schreven dit stuk na een aantal racistische ervaringen tijdens optredens.

## Discografie (Selectie)
- Peace in our time (2018, met Agave Baroque)
- American Originals: A New World, A New Canon (2021, met Agave Baroque)
- Cantata collective I en II (2022 en 2023, met Cantata collective)
- Because (2023, solo-album met Baptiste Trotignon)